# DMAX (Italie)
DMAX est une chaîne italienne appartenant à Discovery Italia.
Elle est diffusée gratuitement sur le canal 52 de la TNT, le canal 28 de Tivù Sat et sur les canaux 170 et 171 (+1) de Sky Italia.

## Histoire
DMAX a été lancé en Italie sur le canal 52 de la télévision numérique terrestre le 10 novembre 2011 à 18h45 avec le programme Destroyed in Seconds.
Le 13 septembre 2012, le logo de DMAX est passé en haut de l'écran et la chaîne a reçu un nouvel habillage.
Le 9 avril 2014, DMAX a rejoint Sky Italia sur le canal 136, accompagné du lancement de DMAX +1 sur le canal 137.
Le 7 novembre 2014, DMAX est passé en HD sur Sky.
Depuis le 6 février 2015, le D de Discovery est présent à gauche du logo, comme les autres chaînes gratuites du groupe.
Le 2 mai 2016, DMAX a reçu un nouvel habillage avec un nouveau slogan.
Le 4 juin 2018, DMAX HD et DMAX +1 ont été déplacés aux canaux 140 et 141 de Sky.
Le 2 janvier 2019, elles ont été redéplacé aux canaux 170 et 171 de Sky.
Le 1er mars 2019, DMAX HD et DMAX +1 ont été lancés sur Tivù Sat sur les canaux 28 et 128, en remplaçant DMAX SD.
La version SD a été définitivement été retiré du satellite le 13 mars 2019, disparaissant également de Sky.
Depuis le 9 avril 2019, DMAX est disponible en streaming sur Dplay.
À partir du 21 avril 2020, comme les chaînes gratuites du groupe, le logo a subi quelques modifications, devenant monochromatique avec le logo Discovery en entier à la place de D. De plus, l'écriture du programme à l'antenne est modifiée et les suffixes HD et +1 sont positionnés en haut à droite du logo Discovery.

## Logo

10 novembre 2011 - 4 novembre 2014
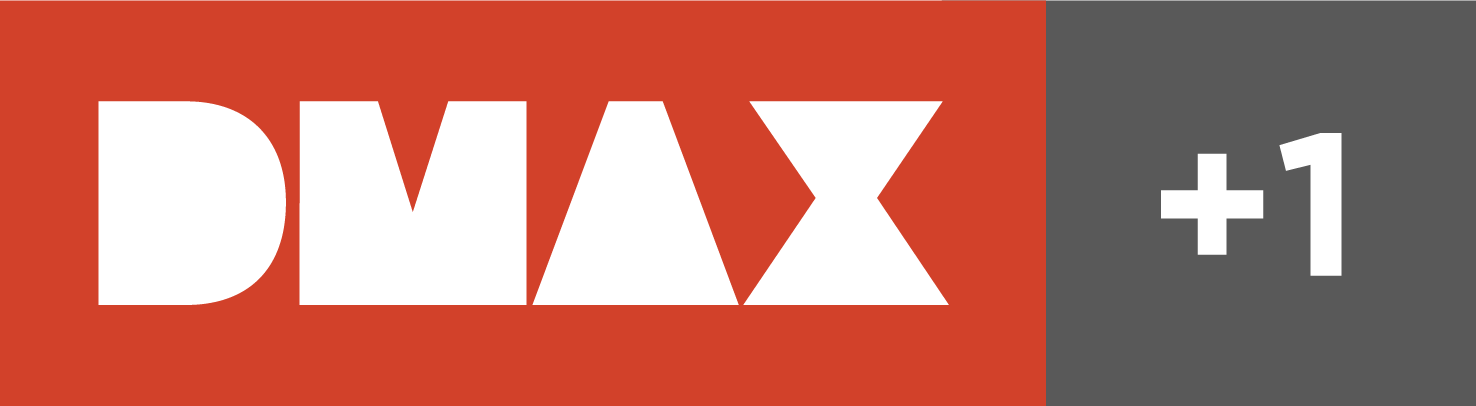
Logo de DMAX +1
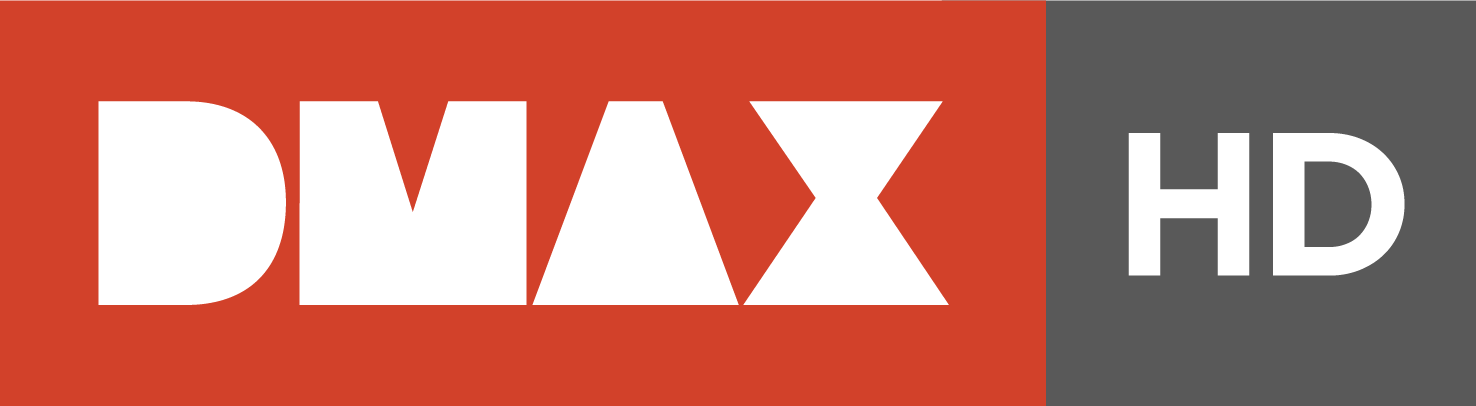
Logo de DMAX HD

## Audience
| Année | Janvier | Février | Mars  | Avril | Mai   | Juin  | Juillet | Août  | Septembre | Octobre | Novembre | Décembre | Moyenne annuelle |
| ----- | ------- | ------- | ----- | ----- | ----- | ----- | ------- | ----- | --------- | ------- | -------- | -------- | ---------------- |
| 2012  | —       | 0,31%   | 0,35% | 0,42% | 0,53% | 0,77% | 1,02%   | 0,99% | 0,91%     | 0,87%   | 0,87%    | 1,08%    | 0,68%            |
| 2013  | 1,20%   | 1,11%   | 1,02% | 1,11% | 1,20% | 1,37% | 1,64%   | 1,85% | 1,35%     | 1,23%   | 1,37%    | 1,38%    | 1,31%            |
| 2014  | 0,78%   | 0,84%   | 0,80% | 0,76% | 0,73% | 0,78% | 0,87%   | 0,88% | 0,84%     | 0,75%   | 0,73%    | 0,72%    | 0,80%            |
| 2015  | 1,37%   | 1,28%   | 1,16% | 1,21% | 1,24% | 1,24% | 1,34%   | 1,38% | 1,17%     | 1,07%   | 0,98%    | 1,22%    | 1,22%            |
| 2016  | 1,20%   | 1,15%   | 1,16% | 1,00% | 1,04% | 1,04% | 1,24%   | 1,16% | 1,01%     | 1,07%   | 1,02%    | 1,12%    | 1,10%            |
| 2017  | 1,09%   | 1,04%   | 0,96% | 0,93% | 0,97% | 1,17% | 1,20%   | 1,42% | 1,13%     | 0,92%   | 0,87%    | 0,91%    | 1,03%            |
| 2018  | 0,88%   | 0,86%   | 0,84% | 0,76% | 0,77% | 0,73% | 0,86%   | 0,97% | 0,83%     | 0,75%   | 0,79%    | 0,82%    | 0,82%            |
| 2019  | 0,87%   | 0,71%   | 0,66% | 0,65% | 0,64% | 0,72% | 0,81%   | 0,91% | 0,88%     | 0,83%   | 0,86%    | 0,87%    | 0,78%            |
| 2020  | 0,82%   | 0,77%   | 0,81% | -     | -     | -     | -       | -     | -         | -       | -        | -        | -                |

* Moyenne mensuelle de jours sur les 4 ans et +